# La famiglia Soler
La famiglia Soler è un'opera realizzata nel 1903 dal pittore spagnolo Pablo Picasso. È realizzata con la tecnica dell'olio su tela e misura cm 150x200. La tela è conservata a Liegi nel Musée d'Art Moderne et d'Art Contemporain.
Il quadro fu dipinto a Barcellona per il sarto Soler, in cambio di alcuni abiti. Il soggetto è costituito dalla famiglia Soler con il cane, ritratti durante un pic-nic; sopra la tovaglia si trovano del vino, della frutta e una lepre appena cacciata col fucile accanto.
In una fase iniziale, lo sfondo era di un blu uniforme, come fosse un fondale di teatro: questa soluzione non piacque al committente, che convinse Picasso a permettere al pittore Sebastiá Junyer Vidal di ambientarlo in un paesaggio. Quando nel 1913 il quadro fu acquistato dal mercante d'arte parigino Daniel-Henri Kahnweiler, Picasso riportò il quadro come era in origine.
Venduto al Wallraf-Richartz-Museum di Colonia, fu considerato dai nazisti espressione di arte degenerata: posto in vendita alla Galleria Fischer di Lucerna nel 1939, fu acquistato dall'attuale proprietario.